# Heidelise Als
Pour les articles homonymes, voir Als.
Heidelise Als, née le 8 novembre 1940 et morte le 18 août 2022, est une psychologue américaine et une professeure émérite de psychologie à l'université Harvard, où elle a fondé le NIDCAP (Neonatal Individualized Developmental Care and Assessement Program).

## Biographie
Elle a un master en sciences et un doctorat de l'université de Pennsylvanie. Elle fait un post-doc dans la Child Development Unit, à l'hôpital pour enfants de Boston. Elle exerce comme psychologue et professeure d'université à la faculté de médecine de l'université Harvard.
Elle créé avec Thomas B. Brazelton l'APIB (Assessment of Preterm Infant Behavior), qui permet d'évaluer le comportement du nouveau-né prématuré et de mettre en place des soins individualisés.
Elle explique que les nombreuses agressions que subit le prématuré en réanimation comme la douleur, l’excès de bruit, de lumière, les nombreuses manipulations, le non-respect du cycle veille/sommeil et la séparation de la mère peuvent être nocifs pour ces enfants dont tous les sens sont encore immatures.
En 1986, en plus des recommandations sur l’amélioration de l’environnement en réanimation appelées « soins du développement », elle crée le NIDCAP : Neonatal Individualized Developmental Care and Assessement Program (« Programme néonatal individualisé d’évaluation et des soins de développement »). Elle émet l'hypothèse que les nombreuses agressions que subit le prématuré en réanimation sont des stimuli nocifs.
Ce programme considère le nouveau-né prématuré comme acteur de son propre développement, aidé par des soins individualisés grâce à des observations comportementales de la grille APIB, en collaboration avec les parents qui deviennent coacteurs de ces soins. Cette philosophie de soins ajoute de l’humanité aux soins conventionnels sans nuire à leur sécurité[réf. souhaitée].

## Publications
- (en) Heidelise Als, The human newborn and his mother : an ethological study of their interaction (thèse de psychologie), Univ. of Pennsylvania, Graduate School of Arts and Sciences, 1975
- (en) Heidelise Als,, Samantha Butler, Sandra Kosta et Gloria McAnulty, The Assessment of Preterm Infants' Behavior (APIB) : Furthering the Understanding and Measurement of Neurodevelopmental Competence in Preterm and Full-Term Infants
- (en) Heidelise Als, Edward Tronick, Barry M. Lester et T. Berry Brazelton, The Brazelton Neonatal Behavioral Assessment Scale (BNBAS), vol. 5, coll. « Journal of Abnormal Child Psychology » (no 3), 1977 (DOI 10.1007/BF00913693), p. 215-231.